# Georg Wilhelm, Elector de Brandenburg
Georg Wilhelm (n. 3/13 noiembrie 1595, Old Cölln⁠(d), Margrafiatul Brandenburg, Germania – d. 1 decembrie 1640, Königsberg, Prusia), din dinastia de Hohenzollern a fost Elector de Brandenburg și duce al Prusiei din 1619 până la moartea sa. Domnia sa a fost marcată de o guvernare ineficientă în timpul Războiului de Treizeci de Ani. El a fost tatăl lui Frederic Wilhelm, "Marele Elector".

## Biografie
Născut la Cölln, Georg Wilhelm a fost fiul cel mare al lui Johann Sigismund, Elector de Brandenburg și a Ducesei Anna a Prusiei. În 1616 Georg Wilhelm s-a căsătorit cu Elizabeth Charlotte de Wittelsbach-Simmern. Singurul lor fiu, Frederic Wilhelm va deveni cunoscut drept "Marele Elector".
În 1619 Georg Wilhelm i-a succedat tatălui său ca Elector de Brandenburg și Duce al Prusiei. În septembrie 1621 el i-a dat în persoană omagiul feudal regelui Poloniei Sigismund al III-lea Vasa (ducatul Prusia era fief polonez la acea vreme). Omagiul a fost reînnoit în 1633 noului rege al Poloniei Vladislav al IV-lea Vasa.
În timpul Războiului de Treizeci de Ani, Georg Wilhelm a încercat să rămână neutru între forțele romano catolice ale Sfântului Imperiu Roman și principatele protestante. În ciuda încercărilor sale de neutralitate, Georg Wilhelm a fost obligat de regele Gustav Adolf al Suediei, care era și cumnatul său, să se alăture forțelor protestante în 1631. Când Gustav Adolf a murit în 1632, Georg Wilhelm a menținut alianța cu Suedia până după înfrângerea Suediei în Bătălia de la Nördlingen (6 septembrie 1634). La 30 mai 1635 el a semnat Pacea de la Praga cu împăratul Ferdinand al II-lea.